# (29410) 1996 VD6
1996 في دي 6 (ويعرف أيضًا باسم (29410) 1996 في دي 6 وفق تسمية الكوكب الصغير) (بالإنجليزية: 1996 VD6)‏ هو كويكب ضمن حزام الكويكبات؛ وترتيبه 29410 من حيث الاكتشاف.
اكتُشف هذا الجُرم الفلكي بواسطة تاكاو كوباياشي في 15 نوفمبر 1996.

## وصلات خارجية
- (29410) 1996 VD6 في قاعدة بيانات مختبر الدفع النفاث لأجرام النظام الشمسي الصغيرة

- الاكتشاف · مخطط المدار ·  العناصر المدارية · المعلمات المادية

- (29410) 1996 VD6 على موقع ويكي سكاي: DSS2, SDSS, GALEX, IRAS, Hydrogen α, X-Ray, Astrophoto, Sky Map, Articles and images